# Marija Jurić Zagorka
Marija Jurić Zagorka, född 2 mars 1873 i Negovec, Kroatien, Österrike-Ungern, död 29 november 1957 i Zagreb, Kroatien, SFR Jugoslavien, var en kroatisk journalist och skribent. 
Hon var den första kvinnliga professionella journalisten i Kroatien och är en av de mest lästa författarna i landet. Marija Jurić är även ihågkommen för att ha arbetat mot diskriminering, tysk och ungersk hegemoni och kvinnors rättigheter.
Hon blev landets första kvinnliga journalist, verksam i tidningen Obzor 1895-1905, medgrundare av kvinnoföreningen Kolo radnih zena 1897, och ledde Kroatiens första kvinnodemonstration i Zagreb år 1903. 

## Biografi
Marija Jurić föddes 1873 i byn Negovec, idag en del av Vrbovec, i dåvarande Österrike-Ungern. Föräldrarna gav henne namnet Mariana. Hennes far Ivan Jurić arbetade på baron Levin Rauch de Nyéks ägor och familjen var ekonomiskt välmående. Jurić växte upp i Zagorje och utbildades i Varaždin och Zagreb. Fadern ville sända dottern till Schweiz för vidare utbildning vilket dock motsattes av modern Josipa Domin. 
På grund av dispyter med familjen avbröt Marija sina studier som femtonåring. På moderns inrådan gifte hon sig 1891 med en för henne ditintills okänd ungersk tjänsteman vid de statliga järnvägarna. Hennes far motsatte sig initialt äktenskapet på grund av den stora åldersskillnaden (17 år). Det turbulenta förhållandet fick ett abrupt avslut 1895 där Marija under dramatiska former flydde från parets hem i ungerska Szombathely till Sremska Mitrovica. 
Hon kom därefter tillbaka till Zagreb och skulle senare komma att gifta sig med kollegan och journalisten Slavko Vodvařku. Marija Jurić Zagorska avled 1957 i Zagreb och begravdes på Mirogojkyrkogården.

## Verk

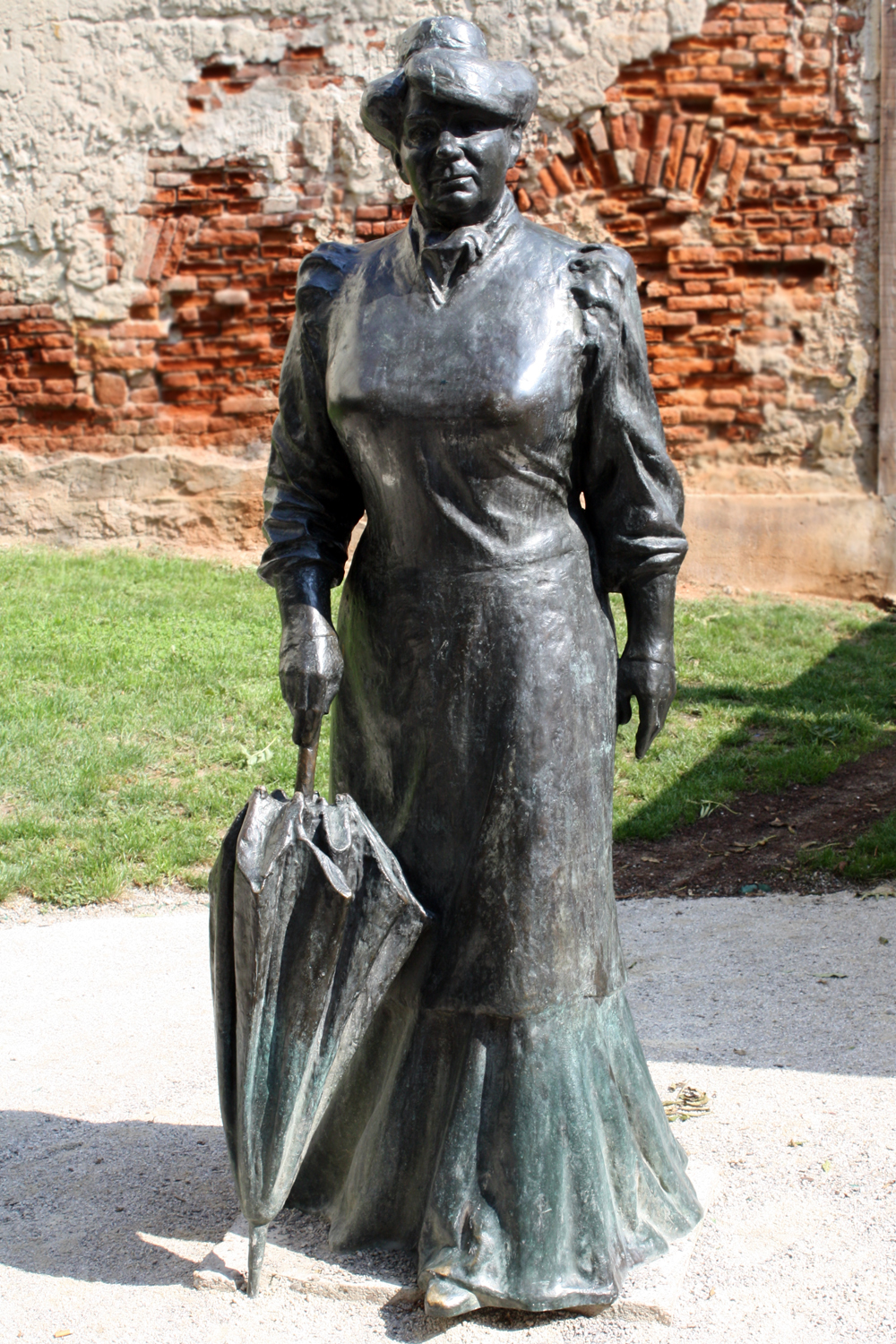
Staty på Tkalčić-gatan i Zagreb föreställande Marija Jurić Zagorka

### Historiska romaner
- 1910 - Kneginja iz Petrinjske ulice (Furstinnan från Petrinja-gatan, en kriminalroman.)
- Grička vještica (Grič-häxan, en serie om 7 romaner varav den första utgavs 1912.)
- 1921-1922 - Kći Lotrščaka (Lotrščaks dotter, en historisk kärleksroman som handlar om den kroatiska adelns uppror på 1500-talet mot markgreven Georg av Brandenburg-Ansbachs plundrande praxis.)
- 1934-1935 - Gordana (Zagorskas längsta roman beskriver kungen Mattias I Corvinus död, kampen om tronen mellan dennes änka Beatrix av Neapel och oäkta son János Corvinus samt de händelser som ledde till slaget vid Mohács.)
- 1937 - Kamen na cesti (En sten på vägen, självbiografi i romanform som beskriver författarens tidiga år.)
- 1937-1939 - Kraljica Hrvatâ (Kroaternas drottning)

### Dramer
- Kalista i Doroteja
- Filip Košenski
- Evica Gupčeva

### Romaner
- Plameni inkvizitori (Flammande inkvisitorer)
- Republikanci (Republikaner)
- Vitez slavonske ravni (Slavonska slättlandets riddare)
- Jadranka (Adriana, Zagorkas sista roman handlar om kejsaren Frans Josef I förtryck av illyrismen.)
- Roblje (Fångenskap)
- Mala revolucionarka (Lilla revolutionärskan)
- Nevina u ludnici (Oskyldig i dårhuset)
- Crveni ocean (Röd ocean)

## Tidningar
- Ženski list (Kvinnobladet, grundades av Zagorka 1925 och var den första tidningen i Kroatien riktad till kvinnor. Tidningen utgavs fram till 1938.)[2]
- Hrvatica (Kroatiskan, utgavs 1938-1940)[2]

## Pseudonymer
Marija Jurić skrev under följande pseudonymer:
- M. Jurica Zagorski
- Petrica Kerempuh
- Jurić Vodvařka
- Iglica

### Fotnoter
1. ↑  hämtat från: kroatiskspråkiga Wikipedia.[källa från Wikidata]
2. 1 2 3 4 5  Ured-ravnopravnost.hr Arkiverad 1 januari 2014 hämtat från the Wayback Machine. - Jämställdhetsbyrån (statlig kroatisk myndighet, officiell webbplats) (kroatiska)
3. ↑   A Biographical Dictionary of Women's Movements and Feminisms: Central, Eastern, and South Eastern Europe, 19th and 20th Centuries. (2006). Tyskland: Central European University Press.